# Michael Schmid (polityk)
Michael Schmid (ur. 7 czerwca 1945 w Mühldorf am Inn) – austriacki polityk, architekt i samorządowiec, parlamentarzysta, w 2000 minister.

## Życiorys
Z wykształcenia architekt, dyplom inżyniera w tej dziedzinie uzyskał w 1971 na Technische Universität Graz. Pracował m.in. w biurach projektowych, później zajął się prywatną praktyką w wyuczonym zawodzie. Zaangażował się w działalność polityczną w ramach Wolnościowej Partii Austrii. W latach 1989–2000 był przewodniczącym partii w Styrii. Od 1990 do 1991 wykonywał mandat posła do Radzy Narodowej XVIII kadencji. Następnie do 2000 był członkiem regionalnego rządu Styrii.
W lutym 2000 został ministrem nauki i transportu w gabinecie Wolfganga Schüssela. W kwietniu tegoż roku przeszedł na stanowisko ministra transportu, innowacji i technologii. Urząd ten sprawował do listopada 2000. Odszedł na skutek partyjnych sporów, odchodząc następnie również z szeregów swojego ugrupowania. Pozostał jednocześnie współpracownikiem Jörga Haidera, dołączył do założonego przez niego w 2005 Sojuszu na rzecz Przyszłości Austrii.